# شهرستان تسلینسکی
شهرستان تسلینسکی (به لاتین: Tselinsky District) یک شهرستان در روسیه است که در استان روستوف واقع شده‌است.